# Pigeonnier de Lagarde
Le pigeonnier de Lagarde est situé à Compeyre dans le département français de l'Aveyron, en région Occitanie.

## Description
Ce pigeonnier circulaire, isolé dans un champ, est assez caractéristique des pigeonniers caussenards. Après avoir perdu son faîtage, celui-ci a été refait en lauzes.

## Localisation
Le pigeonnier de Lagarde est situé dans l'ouest de la commune de Compeyre, dans le département français de l'Aveyron. Il est implanté sur les hauteurs de la vallée du Lumansonesque, en rive gauche. 

## Historique
Datant probablement du XVIIe ou XVIIIe siècle, l'édifice est inscrit au titre des monuments historiques le 27 mai 2011.